# Hans Jakob Haller
Hans Jakob Haller (* 28. September 1906 in Gießen; † 21. Oktober 1991 in Kirchheimbolanden) war ein deutscher Kirchenmusiker und Chorleiter. Er wirkte unter anderem am Schleswiger Dom und am Ulmer Münster. 
1925 begann Haller in Leipzig mit dem Studium der Kirchenmusik bei Karl Straube. Nach Ende des Studiums ging er zunächst als Organist nach Prag. Ab 1934 wirkte er in Kolberg und ab 1939 als Organist am Schleswiger Dom. In Nachfolge von Fritz Hayn war er seit 1955 Kirchenmusikdirektor am Ulmer Münster und übernahm auch die Leitung des Oratorienchors Ulm. Nach seiner Pensionierung 1971 übersiedelte Haller in die Pfalz. Er war der Sohn des Historikers Johannes Haller (1865–1947). Briefe des Vaters an den Sohn aus den Jahren 1925 bis 1947 aus dem Teilnachlass Johannes Haller und dem Familienarchiv Haller sind als Digitalisate der UB Tübingen einsehbar.